# لومینیسم

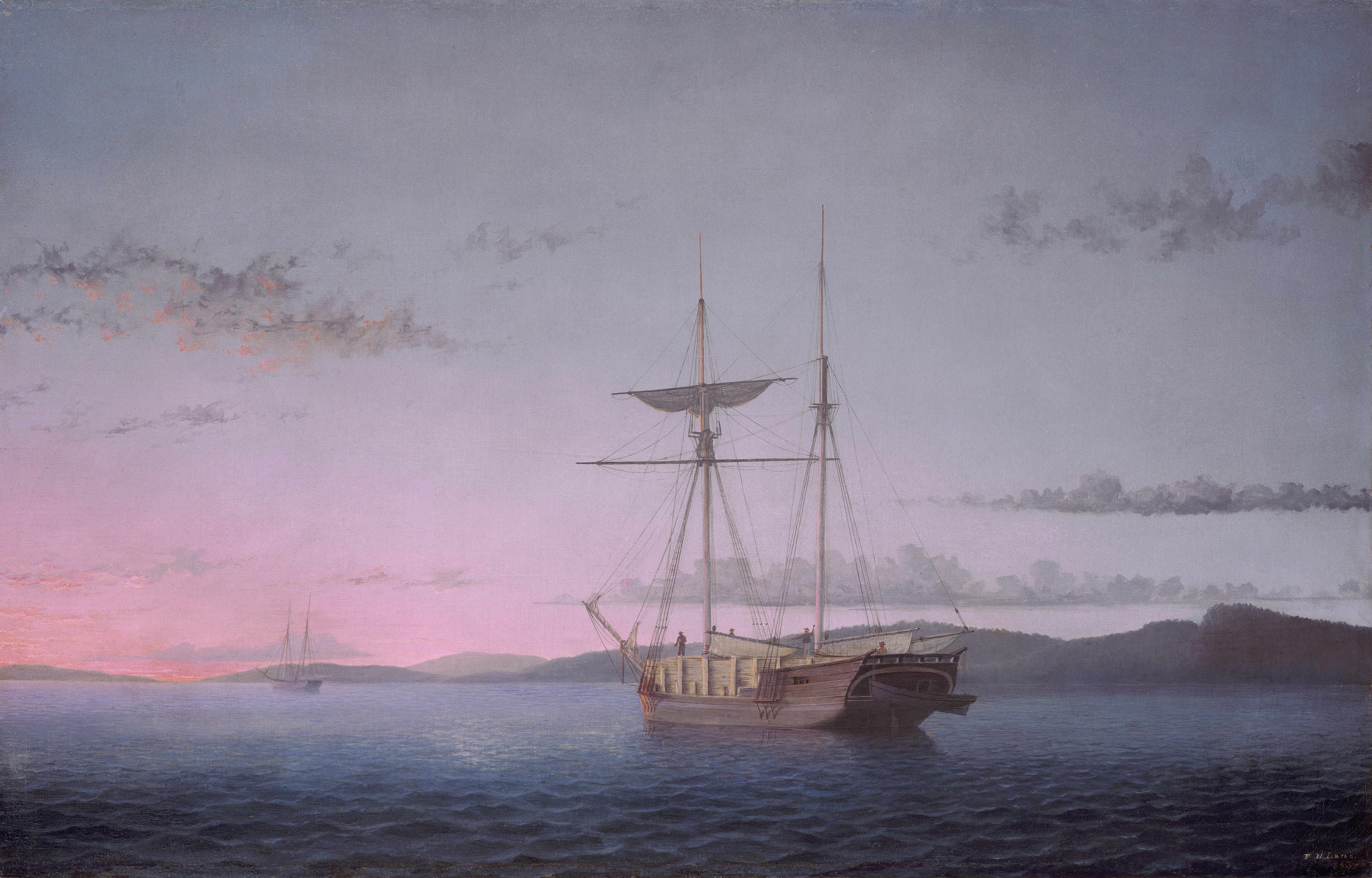
اثری از فیتز هنری لین در سبک لومینیسم

لومینیسم (به انگلیسی: Luminism) سبکی آمریکایی از منظره‌نگاری است که بین دهه‌های ۱۸۵۰ تا ۱۸۷۰ رایج بود. ویژگی‌های خاص این سبک تأثیرات نور در منظره و استفاده از پرسپکتیو هوایی می‌باشد. لومینیسم بر آرامش، سکون و آسودگی تأکید دارد. هنرمندانی چون فیتز هنری لین، مارتین جانسون هد، سنفورد رابینسون گیفورد و جان فردریک کنست به‌طور مستقیم با این سبک در ارتباط هستند.

## جستار‌های وابسته
- مکتب هادسون ریور
- فردریک ادوین چرچ
- تاریخ نقاشی